# لا بوکا
لا بوکا (به اسپانیایی: La Boca) یک محلهٔ مسکونی در آرژانتین است که در بوئنوس آیرس واقع شده‌است و اهالی‌اش مشرب اروپایی دارند. لا بوکا ۳٫۳ کیلومتر مربع مساحت و ۴۶٬۴۹۴ نفر جمعیت دارد.

## نگارخانه

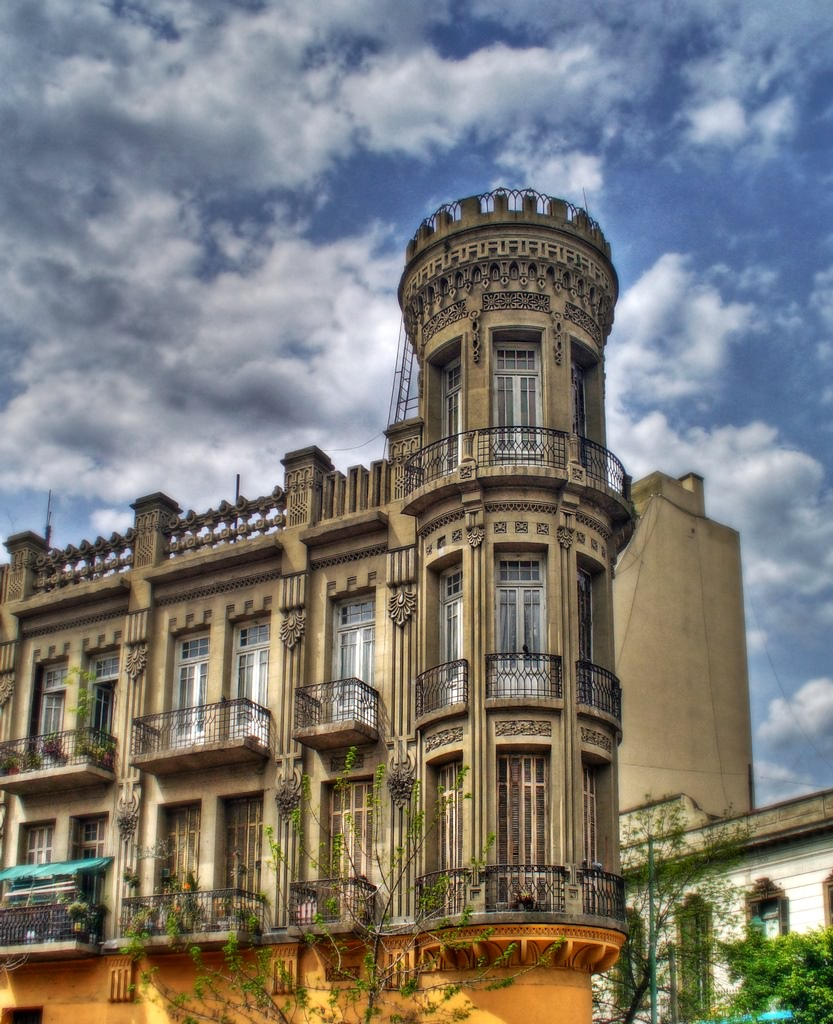
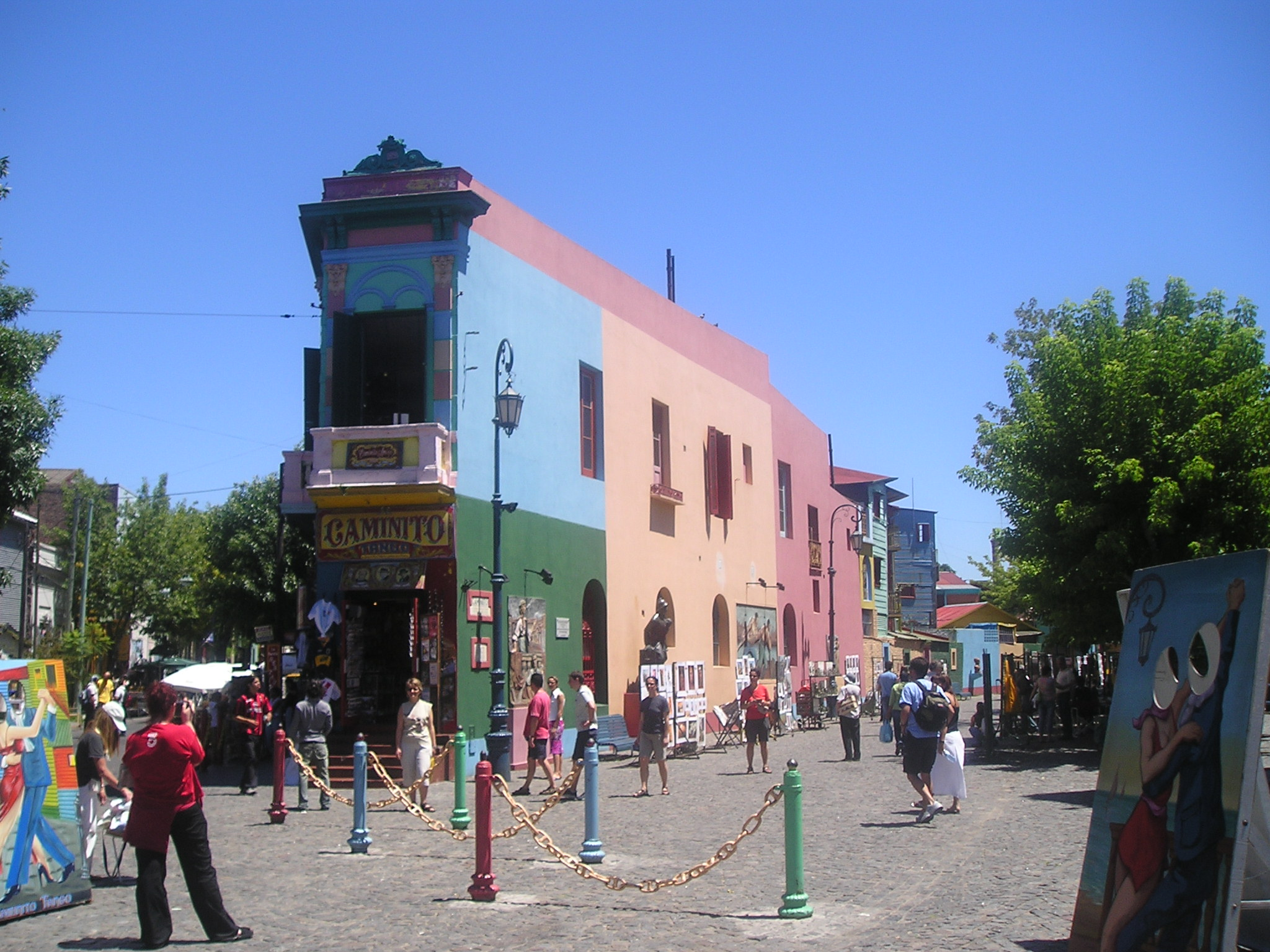
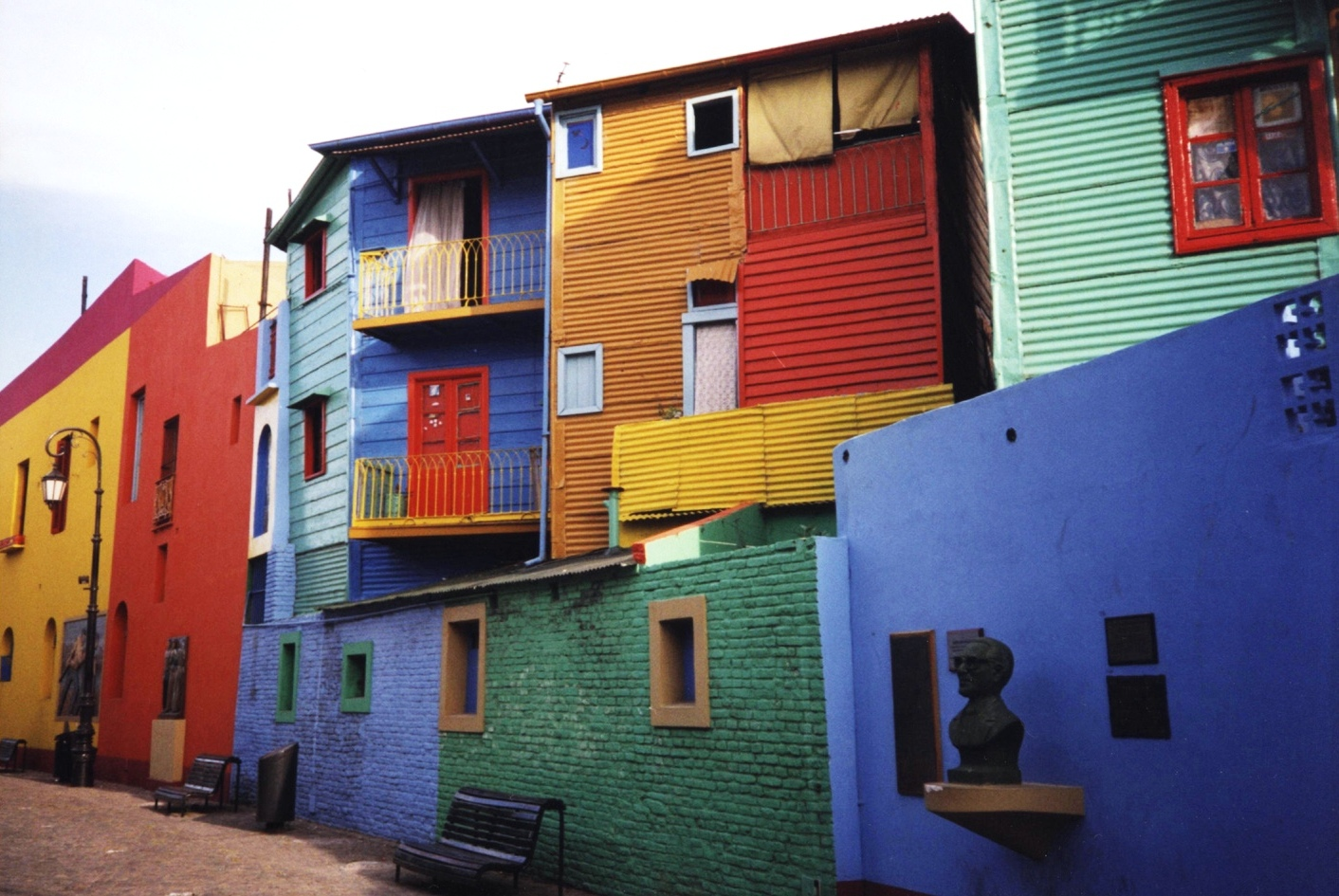
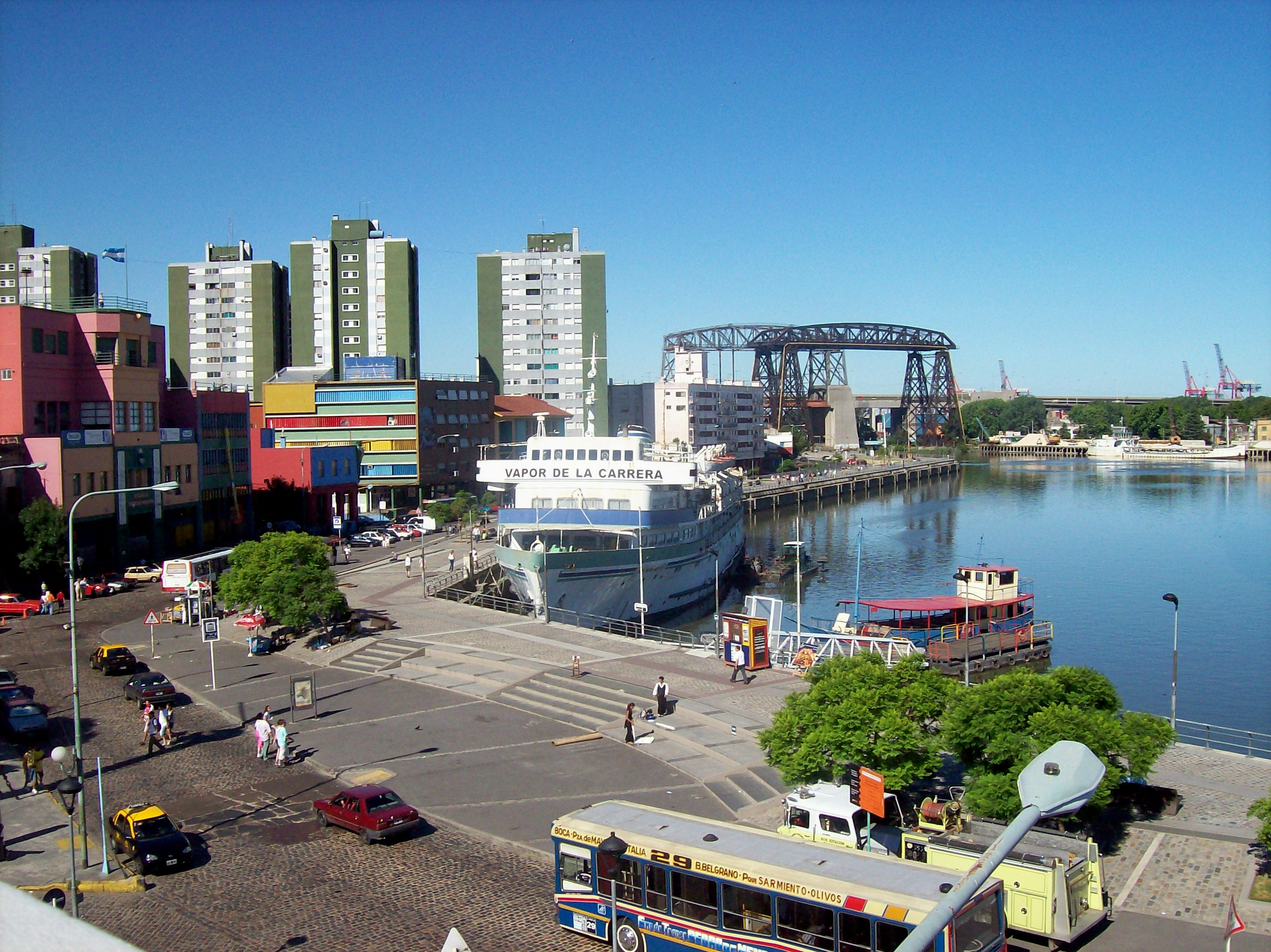
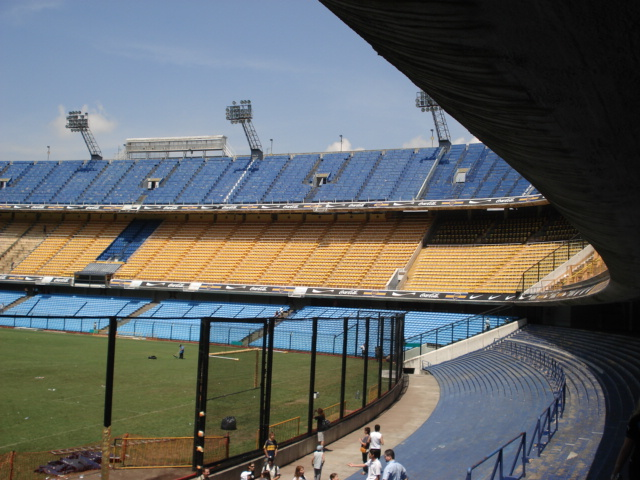
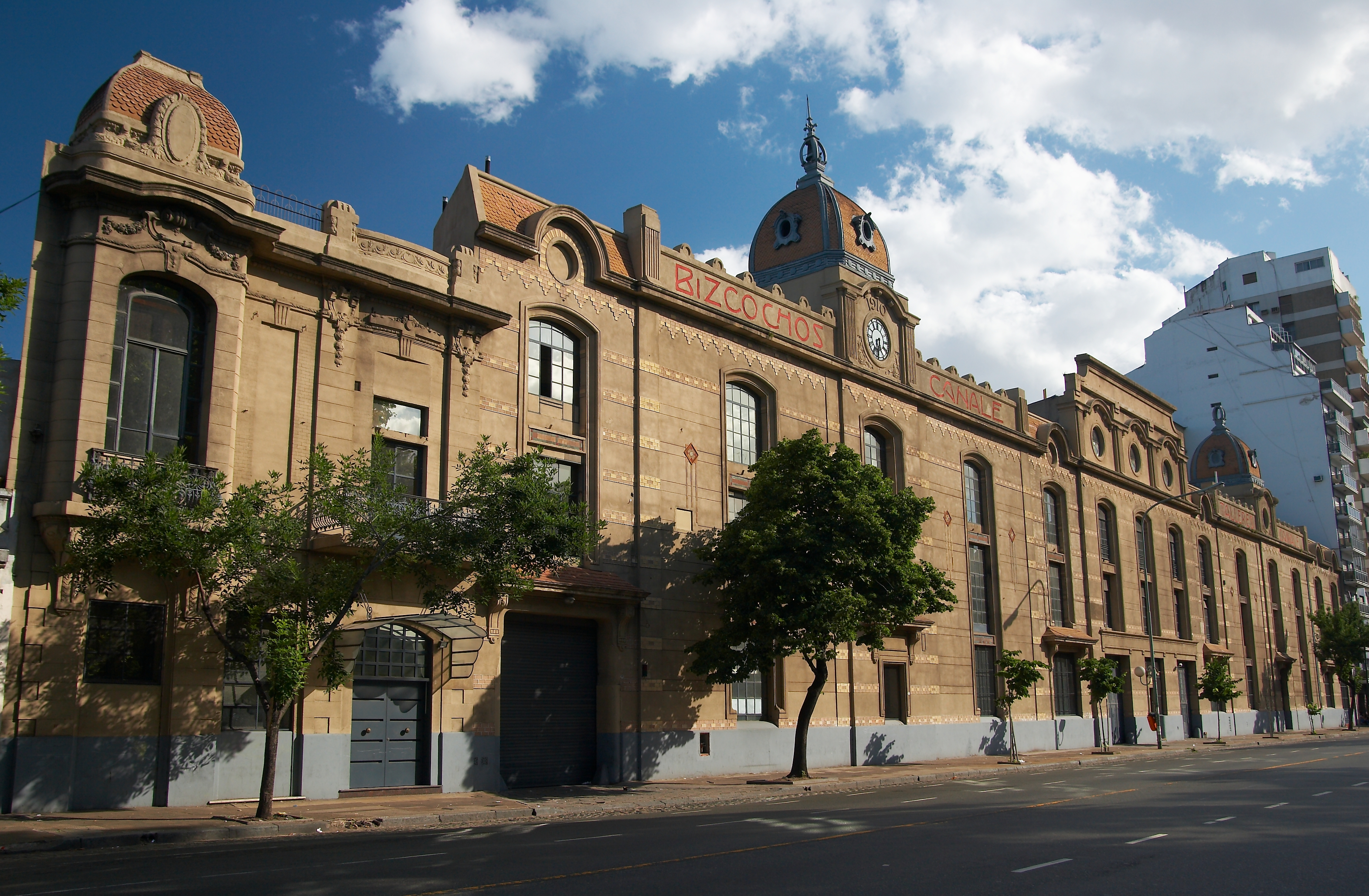
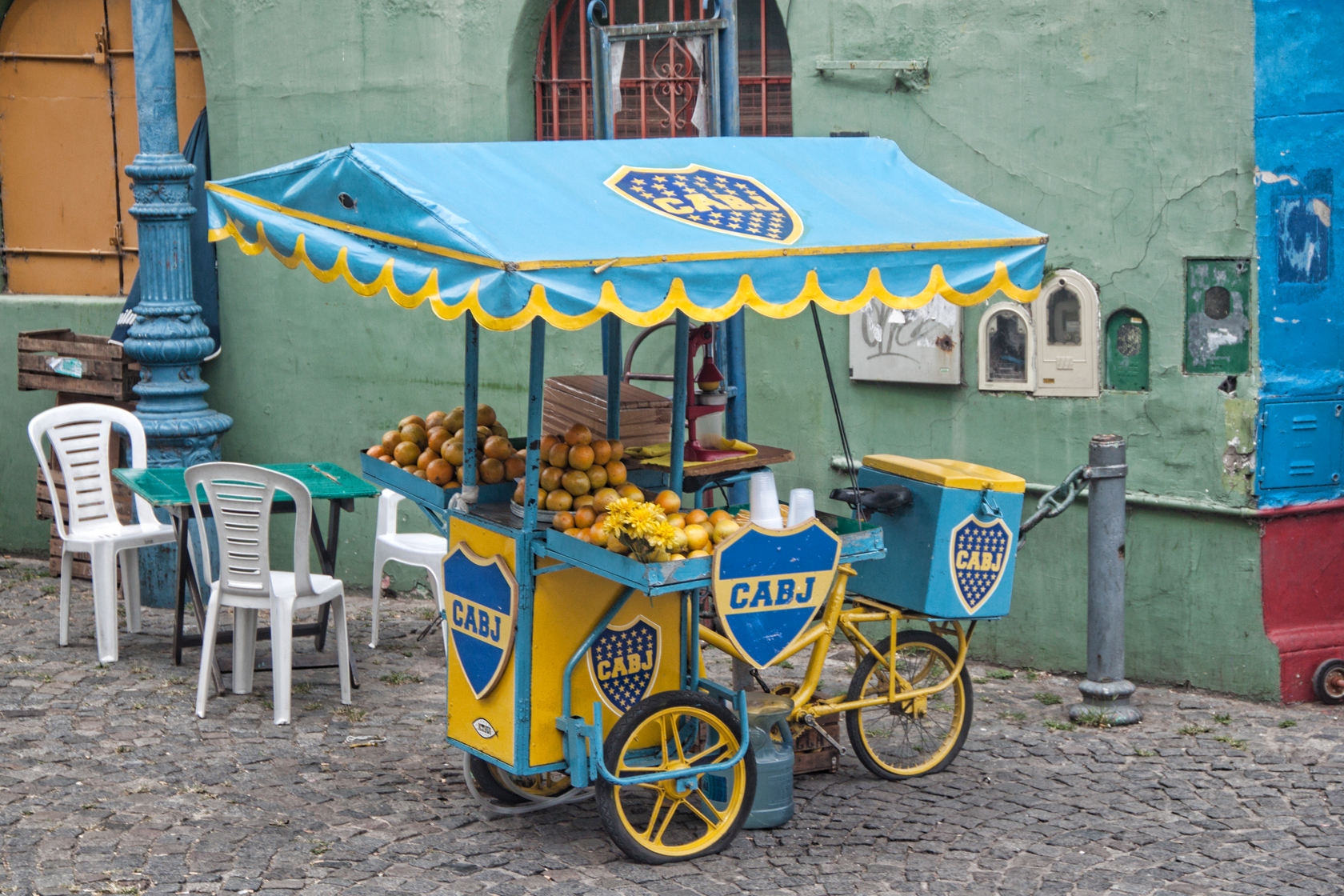
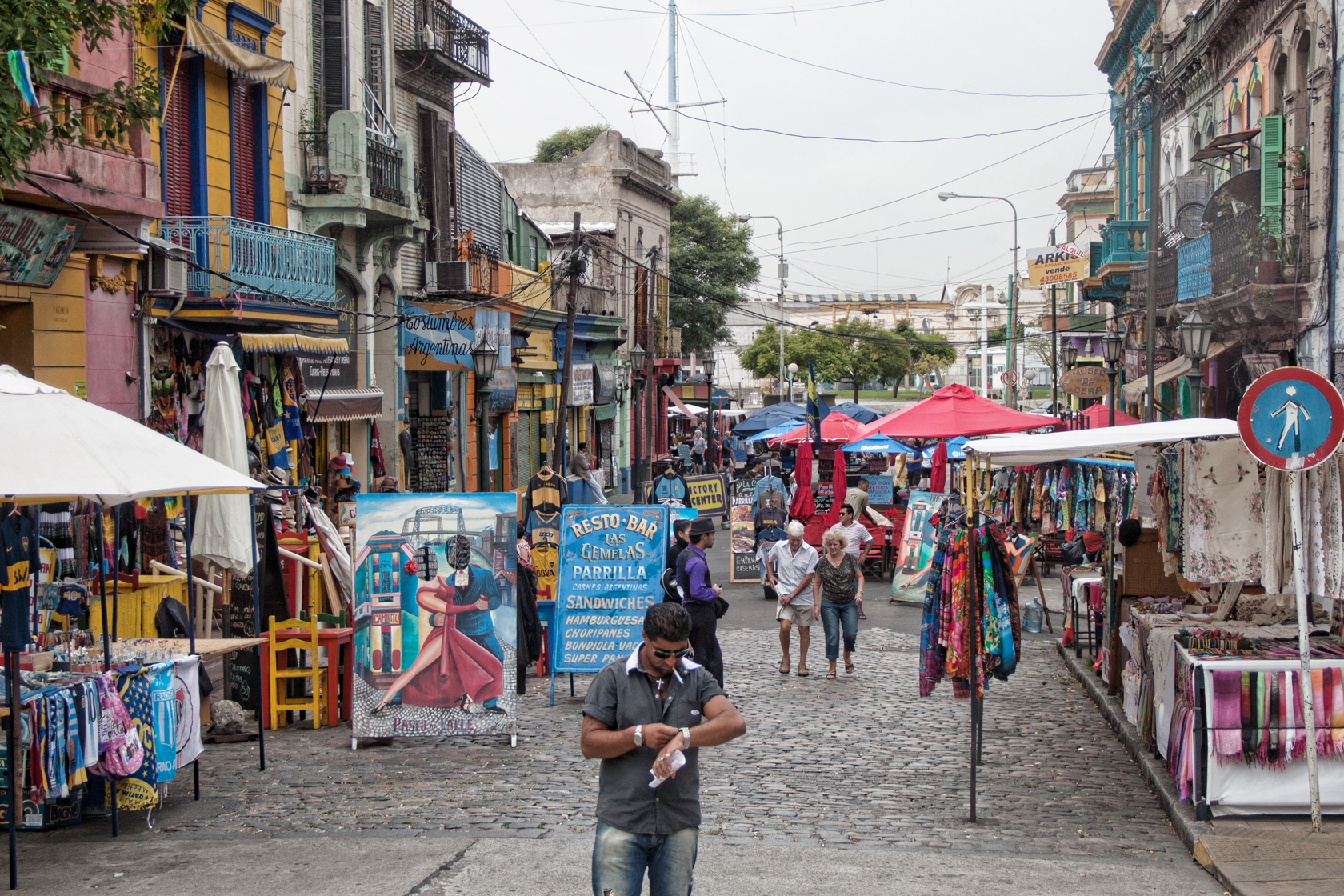
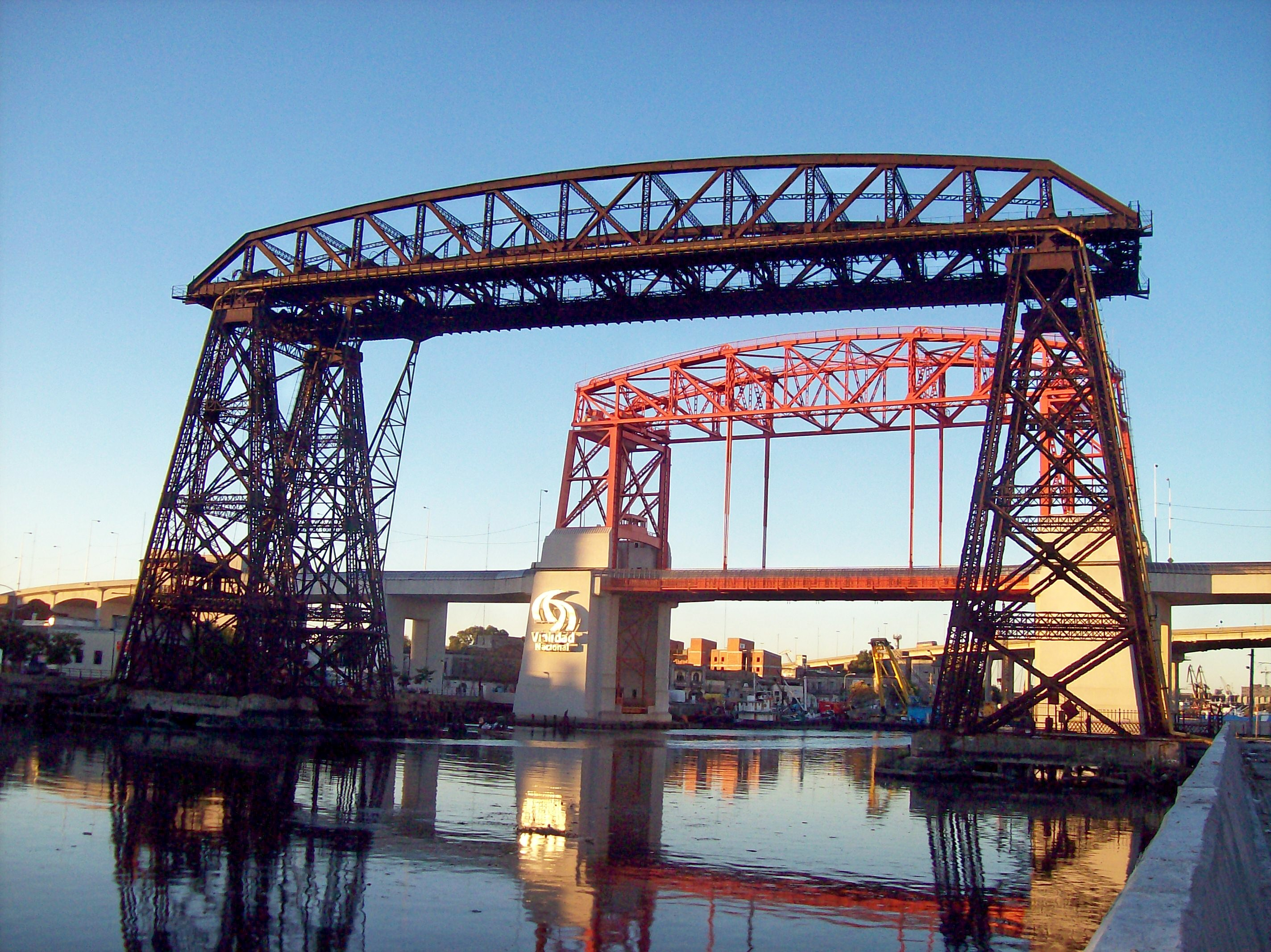